# まいぺん
まいぺん（9月22日 - ）は日本の女性シンガーソングライター、動画配信者。「作って歌って喋るマルチアーティスト」。愛知県春日井市出身。血液型はA型 。
音楽ユニットOTOGIのギター・ボーカルであり、OTOGIの楽曲の全作詞を手がける。
「まいぺん」は以前は主に配信者名として使用しており、音楽活動では「マイ」を使用していたが、現在では音楽活動も「まいぺん」で統一している。
この項ではソロ曲についても言及する。ハッカドロップスの楽曲についてはハッカドロップス#ディスコグラフィー、OTOGIの楽曲についてはOTOGI#ディスコグラフィー、OTOGI#発表楽曲一覧（未発売含む）の項を参照。

## 人物
小さな頃から歌をうたって生きていきたいとずっと思っていた。幼い頃、母親が家でいつもザ・フォーク・クルセダーズの『帰って来たヨッパライ』を歌っていたのを姉と真似て歌い出したのがきっかけで、歌謡曲を聴くようになる。
初めて路上で人前で歌ったのは京都の大学時代。鴨川沿いでストリートライブをやっていた男性に「歌ってみる？」と誘われたのがきっかけだった。そのときの経験が東京へ出るきっかけになったかもしれないと述懐している。
カード占いが趣味で特技。ツイキャスで占い配信を頻繁にやっていた時期もあり、リスナーの間では当たると評判だった。
読書家であり、愛読書は谷崎潤一郎『陰翳礼讃』。電気が明るいのが苦手。

## 来歴
京都の大学に進学したものの、在学中に音楽の道を志し、中退して上京。アルバイト先の音楽事務所で多保孝一と出会い意気投合、2013年頃からHi-KARAT5名義で活動を開始する。2016年4月20日には多保のプロデュースでハッカドロップスとしてソニー・ミュージックレコーズからメジャー・デビューを果たした。
2018年3月1日、インデペンデントな音楽ユニット「OTOGI」の結成を発表。ライブハウスを中心に活動している。OTOGIの活動と並行し、自身で作詞作曲を手がけたソロ曲も精力的に発表している。2024年9月には初のソロバンドワンマンライブを開催した。
2021年11月よりTikTokでライブ配信を本格的に開始するとフォロワー数を伸ばし、同年12月にはTikTok公式イベント「TikTok LIVE HOT CREATOR 3DAYS」にて注目のホットクリエイター音楽部門5人の1人に選出され、3日目のミュージックDAYに出演した。
毎週月曜と木曜の22:30頃からTikTok Liveで定期配信を行っている（2025年2月現在）。
2023年12月1日、VAZとエージェント契約を結んだことを発表した。

## ディスコグラフィ

### シングル
ねこのとなり （2024年7月19日）
1. ねこのとなり

- サブスク・配信リリース

 夢をかなえてドラえもん (feat. OTOGI) [Cover] （2025年3月23日）
1. 夢をかなえてドラえもん (feat. OTOGI) [Cover][22]

- サブスク・配信リリース

### デモCD
まいぺん 1st ソロCD「ねこのとなり / 僕には神様がいない」（2024年9月上旬）通販受注生産のみ・初回ライナーノーツ付
1. ねこのとなり
2. 僕には神様がいない

## 発表楽曲一覧

### マイ名義
- Letter from Home...2020年5月10日・「1st ZINE」購入特典
- ラブレター...2021年5月9日・Yokohama mint hall「横濱想ヒ謡」配信チケット購入特典
- 魔法が解ける前に...2021年7月2日・自主企画「浴槽を泳ぐサカナ達」チケット購入特典

### まいぺん名義
- ねこのとなり...2022年11月26日・尾道 光明寺会館/AIR CAFÉ
- 瞬きオンザロード...2022年12月10日・福岡 como es今泉
- 僕には神様がいない...2023年2月18日・静岡 Freakyshow
- クジラを見上げた少年...2024年1月13日・仙台 Tiki-poto
- summertime blue...2024年4月7日・TikTok配信内
- 君の部屋のソファ...2024年9月22日・下北沢モナレコード
- 花に棘...2024年9月22日・下北沢モナレコード
- 街の明かりを全部消したら...2024年9月22日・下北沢 モナレコード
- 溶けない温度で...2024年10月19日・宇都宮 ガンダラカフェ
- Sweet Little Christmas...2024年12月13日・たきびくらぶ
- 恋人みたいだね...2025年2月16日・宇都宮 ガンダラカフェ
- 砂糖水...2025年5月25日・静岡 LIVING ROOM

## 出演

### 舞台
- コモン・グラウンド（2018年12月13日 - 16日、東京芸術劇場アトリエウエスト）レイラ役 [23] [24]

- CONTE STAGE『#砂漠のカモメ』（2021年4月16日 - 18日、遊空間がざびぃ）涼風蘭役 等 [25]
- 春、揺らぐ、勿忘草〜二〇二二春〜 太陽編（2022年5月3日 - 8日、πTOKYO）蘭（キュートピーチーズ）役 [26]
- 二人芝居「ふたりよがり」（2022年10月21日 - 23日、池袋西口GEKIBA）「こんな時に、こんな時だから」吉川ミク役 [27]

### 漫才
- 安達健太郎と役者が漫才とトークするLIVE（2021年6月5日、池袋西口GEKIBA）[28]
- 安達健太郎と役者が漫才とトークするLIVE（2022年9月3日、池袋西口GEKIBA）[29]